# Luis Bográn
Luis Bográn, né le 3 juin 1849 à Santa Bárbara et mort le 9 juillet 1895 à Guatemala au Guatemala, est un homme d'État hondurien. Il est président du Honduras à deux reprises, du 30 novembre 1883 au 30 août 1884 et du 30 novembre 1884 au 30 novembre 1891.